# Whims of Chambers
| Recensione | Giudizio |
| ---------- | -------- |
| AllMusic   | [ 1 ]    |

Whims of Chambers è un album a nome del Paul Chambers Sextet, pubblicato dalla Blue Note Records nel dicembre del 1956.

## Tracce
Lato A
1. Omicron – 7:15 (Donald Byrd)
2. Whims of Chambers – 4:03 (Paul Chambers)
3. Nita – 6:03 (John Coltrane)

Lato B
1. We Six – 7:39 (Donald Byrd)
2. Dear Ann – 4:18 (Paul Chambers)
3. Tale of the Fingers – 4:41 (Paul Chambers)
4. Just for the Love – 3:41 (John Coltrane)

## Musicisti
Paul Chambers Sextet
- Paul Chambers - contrabbasso
- John Coltrane - sassofono tenore (tranne nei brani : Whims of Chambers, Dear Ann e Tale of the Fingers)[3]
- Donald Byrd - tromba (tranne nei brani : Whims of Chambers e Tale of the Fingers)[3]
- Horace Silver - pianoforte
- Kenny Burrell - chitarra (tranne nel brano : Tale of the Fingers)[3]
- Philly Joe Jones - batteria

Note aggiuntive
- Alfred Lion - produttore
- Registrazioni effettuate il 21 settembre 1956 presso il Rudy Van Gelder Studio di Hackensack, New Jersey
- Rudy Van Gelder - ingegnere delle registrazioni
- Francis Wolff - fotografia
- Reid Miles - design copertina album